# Пауль фон Янко
Пауль фон Янко (угор. Paul von Jankó; 2 червня 1856, Тотіс, Австро-Угорщина (нині Тата, Угорщина) — 17 березня 1919, Стамбул) — угорський музичний винахідник, сконструював однойменну клавіатуру для фортеп'яно.

## Біографія
Народився в сім'ї керівника маєтками графа Естергазі, Михайла фон Янко. Навчався у Віденському політехнікумі і одночасно у Віденської консерваторії (учень Ганса Шміта, Франца Кренна і Антона Брукнера). Потім в 1881—1882 роках навчався на математичному факультеті Берлінського університету і приватно займався як піаніст під керівництвом Генріха Ерліха.
У 1882 році запатентував першу версію своєї оригінальної клавіатури (нім. Janko-Klaviatur). Описав свій винахід в серії публікацій: «Нова клавіатура» (нім. Eine neue Klaviatur; 1886), «Повідомлення про клавіатуру Янко» (нім. Mitteilungen über die Janko-Klaviatur; 1889) і т. д. З успіхом знайомив зі своїм інструментом публіку з 1886 року в концертних подорожах. Учитель Янко Ганс Шміт видав етюди та інше для нової клавіатури, а кілька піаністів (в тому числі Гізела Гульяш, Карл Вендлінґ, Віллі Реберґ) присвятили себе цій новій спеціальності.
Оскільки успіх цього винаходу був не такий великий, як очікувалося, на початку 1890—х рр. Янко вступив на державну службу в компанію по виробництву тютюну (нім. Österreichische Tabakregie) і в 1892 році був направлений на роботу в її представництво в Константинополі, з 1904 року очолював представництво.
Наклав на себе руки.

## Клавіатура Янко

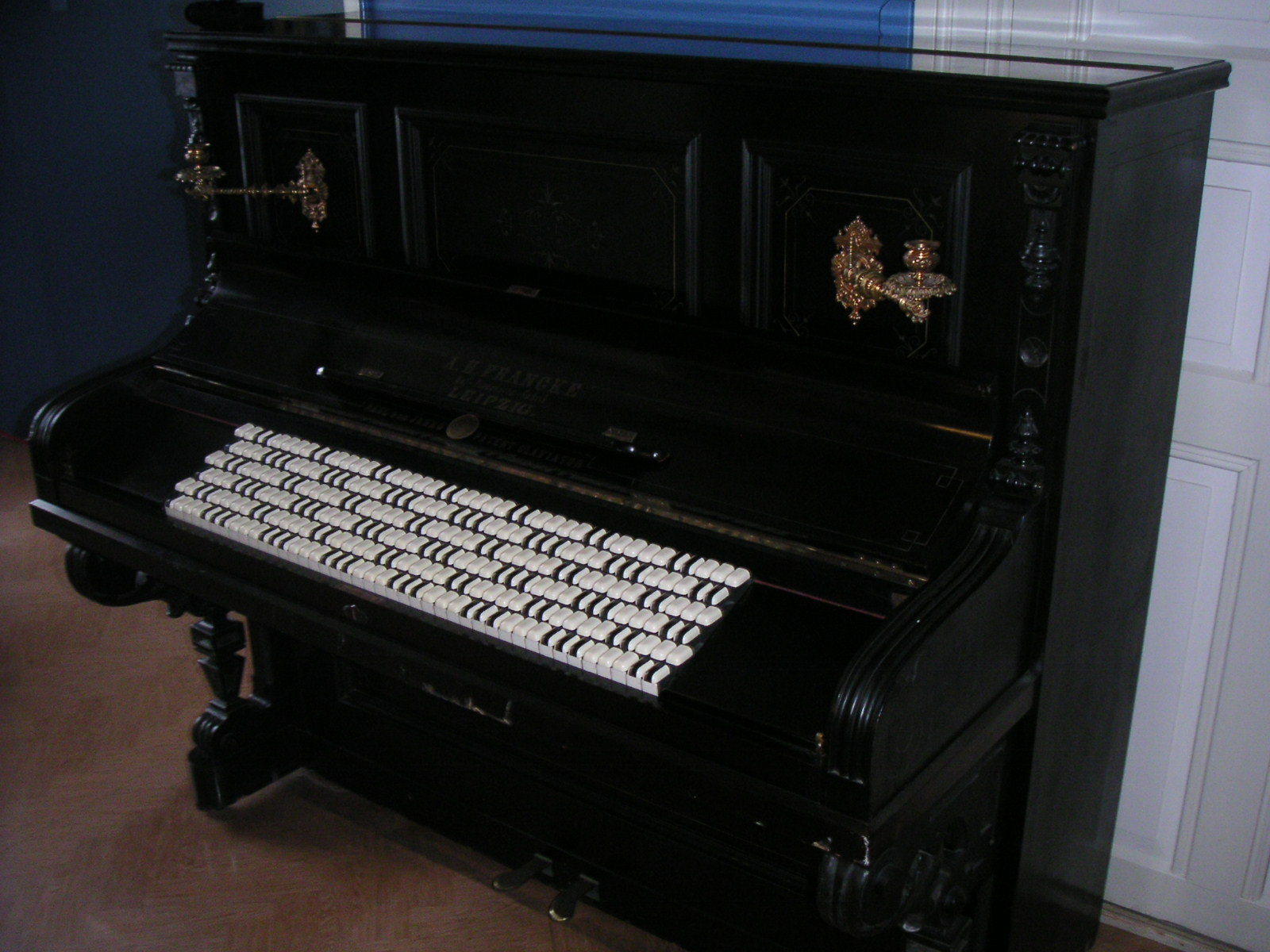
Клавіатура Янко

Клавіатура Янко складається з шести рядів клавіш. Ряди розташовані терасоподібно один над одним, є представниками однієї єдиної хроматичної гами. Верхні чотири ряди клавіш дають тільки інші місця для взяття тонів двох нижніх рядів (чотири верхніх ряди повторюють два нижніх); кожен важіль представлений в трьох рядах однією клавішею. Фортеп'яно з клавіатурою Янко володіє деякими привабливими властивостями, наприклад, щоб взяти октаву, потрібно розтягнути руку всього на 5/7 звичайного розтягування. Клавіатура Янко скорочує проліт октави майже на половину, дозволяє виробляти деякі ефекти, які неможливі на старій клавіатурі (одно— або багатоголосе хроматичне глісандо; змога переходити в іншу тональність без зміни аплікатури.
Головним недоліком клавіатури Янко є те, що на верхніх рядах клавіш важко грати.
Частково клавіатура Янко реалізована на сучасних п'ятирядних кнопкових акордеонах.

## Нагороди
- Медаль Елліота Крессона (1893 рік)